# Вишенков, Владимир Михайлович
Владимир Михайлович Вишенков (15 мая 1922, дер. Харьково, Смоленская губерния — 9 марта 2003, Москва). Герой Советского Союза, генерал-полковник.

## Биография
Окончил десять классов в городе Горький. Учился в аэроклубе.
Призван в ряды Красной Армии в 1940 году.
В 1941 году — окончил Энгельсскую военную авиационную школу пилотов.
С августа 1942 года на фронте. Направлен на Сталинградский фронт.
C 1943 года — член ВКП(б)/КПСС.
Возвращаясь с одного из заданий, экипаж Вишенкова был атакован парой немецких истребителей. Приняв бой, Владимир Михайлович, сманеврировав, сумел пропустить вперёд истребители противника и расстрелял их из пулемётов. Один из истребителей задымил и пошёл с резким снижением в сторону. От второго удалось уйти.
Затем был Южный фронт, 4-й Украинский фронт, 8-я воздушная армия, 8-й отдельный разведывательный авиаполк. Владимир Вишенков участвовал в освобождении Донбасса, Крыма, Западной Украины, Польши, Чехословакии.
Всего совершил 257 боевых вылетов. Четыре раза был подбит.
Указом Президиума Верховного Совета СССР от 13 апреля 1944 года за мужество и героизм, проявленные в воздушных боях с немецко-фашистскими захватчиками, и выполнение особых заданий командования старшему лейтенанту Владимиру Михайловичу Вишенкову присвоено звание Героя Советского Союза с вручением ордена Ленина и медали «Золотая Звезда» (№ 1309).
24 июня 1945 года участвовал в Параде в честь Великой Победы в Москве.
После окончания Великой Отечественной войны продолжил службу в армии.
В 1952 году оканчивает Военно-Воздушную академию.
В 1958 году с золотой медалью оканчивает Военную академию Генерального штаба Вооруженных Сил СССР.
Из-за ухудшения зрения переходит на штабную работу.
По рекомендации Маршала Советского Союза Кирилла Семёновича Москаленко переведён в только что созданные Ракетные войска стратегического назначения.
Почувствовав, что не хватает практического опыта ракетчика, подал рапорт и три с половиной года (с 1965 по 1968 гг.) служил комдивом ракетной дивизии под Нижним Тагилом.
Защитил кандидатскую диссертацию на тему «Стратегическое применение ракетной дивизии стационарного базирования».
Продолжая службу, командовал корпусом, армией. Затем начальник Главного штаба Ракетных войск стратегического назначения, первый заместитель главнокомандующего Ракетными войсками стратегического назначения.
В 1987 году ушёл в отставку в звании генерал-полковник.
9 мая 1995 года Вишенков в парадном строю прошёл по Красной площади во главе сводного полка ветеранов.
9 марта 2003 года Владимир Михайлович Вишенков скончался. Похоронен в Москве на Троекуровском кладбище.

## Награды
- Герой Советского Союза (13 апреля 1944)
- Два ордена Ленина
- Орден Октябрьской Революции
- Три ордена Красного Знамени
- Орден Александра Невского
- Два ордена Отечественной войны I степени
- Орден Трудового Красного Знамени
- Орден Красной Звезды
- Медаль Жукова
- Медаль «За боевые заслуги»
- Медаль «За освобождение Праги»
- Медаль «За оборону Сталинграда»
- Медаль «В ознаменование 100-летия со дня рождения Владимира Ильича Ленина»
- Медаль «За победу над Германией в Великой Отечественной войне 1941—1945 гг.»
- Медаль «20 лет Победы в Великой Отечественной войне 1941—1945 гг.»
- Медаль «30 лет Победы в Великой Отечественной войне 1941—1945 гг.»
- Медаль «40 лет Победы в Великой Отечественной войне 1941—1945 гг.»
- Медаль «50 лет Победы в Великой Отечественной войне 1941—1945 гг.»
- Медаль «300 лет Российскому флоту»
- Медаль «В память 850-летия Москвы»
- Медаль «За укрепление боевого содружества»
- Медаль «За освоение целинных земель»
- Медаль «30 лет Советской Армии и Флота»
- Медаль «40 лет Вооружённых Сил СССР»
- Медаль «50 лет Вооружённых Сил СССР
- Медаль «60 лет Вооружённых Сил СССР
- Медаль «70 лет Вооружённых Сил СССР
- Медаль «Ветеран Вооружённых Сил СССР»
- Медаль «За безупречную службу» I степени

## Память
- В парке Победы в Кирове увековечено имя Героя.
- Мемориальная доска в память о Вишенкове установлена Российским военно-историческим обществом на школе в деревне Юшково, где он учился[2].
- В 2020 году памятная доска герою установлена на фасадной колоне школы №66 Нижнего Новгорода, ул. Чаадаева, 2А.[3]

- Кировчане Герои на памятной стелле (1-3) в парке Победы . Киров 2019 г.
- Школа №66 Нижнего Новгорода, ул. Чаадаева, 2А.